# Barraca del Mas Romeu
La Barraca del Mas Romeu és una barraca de vinya de Calafell (Baix Penedès) protegida com a Bé Cultural d'Interès Local.

## Descripció
Es tracta d'un edificació d'ús agrícola de planta circular, amb un sol espai interior. El costat nord-est de la barraca és excavat a la roca i aprofita el desnivell del terreny. La porta, ubicada al costat sud, és d'arc de mig punt, i és realitzat amb lloses de cantell.. La coberta és una volta cònica -o falsa cúpula- feta amb la superposició de filades de lloses planes, formant anells, el radi dels quals va decreixent progressivament. Actualment no té lliris. A l'interior, al mur oest, hi ha una fornícula amb arc i una llar de foc. Hi ha despreniments puntuals a la part superior del mur sud.
Els murs i la volta són fets amb peces irregulars de pedra unides en sec amb l'ajut de falques, també de pedra, de dimensions més petites. Els murs tenen un rebliment de pedruscall.